# 尼任斯克 (尼任區)
尼任斯克（烏克蘭語：Ніжинське），是烏克蘭北部切爾尼希夫州尼任區塔拉拉伊夫卡市镇内的村落。始建於1500年，面積1.48平方公里，海拔高度118米，2001年人口1,181，人口密度每平方公里798人。